# Рокдейл (округ)
Ро́кдейл (англ. Rockdale County) — округ штата Джорджия, США. Население округа на 2000 год составляло 70 111 человек. Административный центр округа — город Коньерс.

## История
Округ Рокдейл основан в 1870 году.

## География
Округ занимает площадь 339.3 км2.

## Демография
Согласно Бюро переписи населения США, в округе Рокдейл в 2000 году проживало 70 111 человек. Плотность населения составляла 206.6 человек на квадратный километр.